# Aronsjö
Aronsjö is een gehucht binnen de Zweedse gemeente Vilhelmina. Het dorp is gelegen bij haar naamgever, het meer Aronsjön. Het ligt circa 15 kilometer ten noorden van Vilhelmina aan de Europese weg 45.
Bestuurscentrum: Vilhelmina (Tätort)
Småort: Bäsksele · Dikanäs · Klimpfjäll · Latikberg · Laxbäcken · Lövliden · Malgovik · Meselefors · Nästansjö · Saxnäs · Skansholm · Storseleby
Overig: Aronsjö · Fatmomakke · Kittelfjäll · Siksjönäs · Stalon · Strömnäs · Svannäs